# جاش موریس (بازیکن فوتبال)
جاش موریس (انگلیسی: Josh Morris؛ زادهٔ ۳۰ سپتامبر ۱۹۹۱) یک بازیکن فوتبال اهل بریتانیا است.